# История Земли
История Земли включает в себя наиболее важные события и основные этапы развития планеты Земля с момента её образования и до наших дней. Почти все отрасли естествознания внесли свой вклад в понимание основных событий прошлого Земли. Возраст Земли составляет примерно треть от возраста Вселенной. В этот промежуток времени произошло огромное количество биологических и геологических изменений.
Земля начала образовываться около 4,567 млрд лет назад путём аккреции из протопланетного диска, дискообразной массы газа, пыли, оставшихся от образования Солнца, которая и дала начало Солнечной системе. Вулканическая дегазация создала первичную атмосферу, но в ней почти не было кислорода и она была бы токсичной для людей и современной жизни в целом. Бо́льшая часть Земли была расплавленной из-за активного вулканизма и частых столкновений с другими космическими объектами. Предполагается, что одно из таких крупных столкновений привело к наклону земной оси и формированию Луны. Со временем такие космические бомбардировки прекратились, что позволило планете остыть и образовать твёрдую кору. Доставленная на планету кометами и астероидами вода сконденсировалась в облака и океаны. Земля стала пригодной для жизни, а самые ранние её формы обогатили атмосферу кислородом. По крайней мере, первый миллиард лет жизнь на Земле существовала в малых и микроскопических формах. Около 580 миллионов лет назад возникла сложная многоклеточная жизнь, а во время кембрийского периода она пережила процесс быстрой диверсификации в большинство основных типов. Около шести миллионов лет назад от гоминид отделилась линия гоминини, что привело к появлению шимпанзе, и в дальнейшем к современному человеку.
С момента её формирования на нашей планете постоянно происходят биологические и геологические изменения. Организмы непрерывно развиваются, принимают новые формы или вымирают в ответ на постоянно меняющуюся планету. Процесс тектоники плит играет важную роль в формировании океанов и континентов Земли, а также жизни, которой они дают убежище. Биосфера, в свою очередь, оказала значительное влияние на атмосферу и другие абиотические условия на планете, такие, как образование озонового слоя, распространение кислорода, а также создание почвы. Хотя люди не способны воспринимать это в связи с их относительно коротким периодом жизни, эти изменения продолжаются и будут продолжаться в течение следующих нескольких миллиардов лет.

## Геохронологическая шкала
История Земли в хронологическом порядке, организованная в таблицу, известна как геохронологическая шкала. Шкала разбита на интервалы на основе стратиграфического анализа.

## Формирование Солнечной системы
Стандартной моделью формирования Солнечной системы (в том числе Земли) является гипотеза солнечной туманности. По этой теории Солнечная система образовалась из большого вращающегося облака межзвёздной пыли и газа, которое называется солнечной туманностью. Оно состояло из водорода и гелия, созданных вскоре после Большого взрыва 13,7 млрд лет назад, и более тяжёлых элементов, выброшенных сверхновыми. Около 4,5 млрд лет назад туманность начала сокращаться, возможно это было вызвано ударной волной сверхновой неподалёку. Ударная волна также могла быть создана вращением туманности. Когда облако начало ускоряться, его угловой момент, гравитация и инерция сплюснули его в протопланетный диск перпендикулярно к его оси вращения. В результате столкновений крупных обломков друг с другом начали формироваться протопланеты, обращающиеся вокруг центра туманности.
Вещество в центре туманности, не имея большого углового момента, сжалось и нагрелось, в результате чего начался ядерный синтез водорода в гелий. После ещё большего сокращения, звезда типа Т Тельца вспыхнула и превратилась в Солнце. Между тем, во внешней области туманности гравитация вызвала процесс конденсации вокруг возмущения плотности и частиц пыли, а остальная часть протопланетного диска начала разделяться на кольца. В процессе, известном как аккреция, частицы пыли и обломки слипаются вместе в более крупные фрагменты, образуя планеты. Таким образом формируется Земля около 4,54 млрд лет назад (с погрешностью 1 %). Этот процесс был в основном завершён в течение 10-20 миллионов лет. Солнечный ветер новообразованной звезды типа Т Тельца очистил большую часть материи на диске, которая ещё не сконденсировалась в более крупные тела. Тот же самый процесс будет производить аккреционные диски вокруг практически всех новообразованных звёзд во Вселенной, некоторые из этих звёзд приобретут планеты.
Протоземля увеличилась за счёт аккреции, пока её поверхность была достаточно горячей, чтобы расплавлять тяжёлые, сидерофильные элементы. Металлы, обладая более высокой плотностью, чем силикаты, погрузились внутрь Земли. Эта железная катастрофа привела к разделению на примитивную мантию и металлическое ядро спустя всего 10 миллионов лет после того, как Земля начала формироваться, произведя слоистую структуру Земли и сформировав магнитное поле Земли. Первая атмосфера Земли, захваченная из солнечной туманности, состояла из лёгких (атмофильных) элементов солнечной туманности, в основном водорода и гелия. Сочетание солнечного ветра и высокой температуры поверхности новообразованной планеты привели к потере части атмосферы, в результате чего в атмосфере в настоящее время процентное отношение этих элементов к более тяжёлым ниже чем в космическом пространстве..

## Геологическая история Земли
Геологическая история Земли — последовательность событий в развитии Земли как планеты: от образования горных пород, возникновения и разрушения форм рельефа, погружения суши под воду, отступания моря, оледенения, до появления и исчезновения животных и растений и других событий геохронологической шкалы времени. Создавалась главным образом на основе изучения слоёв горных пород планеты (стратиграфия).
Изначально Земля была расплавлена и раскалена из-за сильного вулканизма и частого столкновения с другими телами. Но, в конце концов, внешний слой планеты охлаждается и превращается в Земную кору. Немного позднее, по одной из версий, в результате столкновения по касательной с небесным телом, размером с Марс и массой около 10 % земной, образовалась Луна. В результате бо́льшая часть вещества ударившегося объекта и часть вещества земной мантии были выброшены на околоземную орбиту. Из этих обломков собралась прото-Луна и начала обращаться по орбите с радиусом около 60 000 км. Земля в результате удара получила резкое увеличение скорости вращения, совершая один оборот за 5 часов, и заметный наклон оси вращения. Дегазация и вулканическая активность создала первую атмосферу на Земле. Конденсация водяного пара, а также лёд из сталкивающихся с Землёй комет, образовали океаны.
На протяжении сотен миллионов лет поверхность планеты постоянно изменялась, континенты формировались и распадались. Они мигрировали по поверхности, иногда объединяясь и формируя суперконтинент. Примерно 750 млн лет назад, суперконтинент Родиния, ранний из известных, начал распадаться. Позднее, с 600 до 540 миллионов лет назад, континенты сформировали Паннотию и, наконец, Пангею, которая распалась 180 млн лет назад.
Современная ледниковая эра началась около 40 млн лет назад, а затем усилилась в конце плиоцена. Полярные регионы с тех пор претерпели повторяющиеся циклы оледенения и таяния, повторяющиеся каждые 40-100 тыс. лет. Последняя ледниковая эпоха текущего ледникового периода закончилась около 10 000 лет назад.

## Возраст Земли
Возраст Земли — время, которое прошло с момента образования Земли как самостоятельного планетарного тела. Согласно современным научным данным, возраст Земли составляет 4,54 миллиарда лет (4,54⋅109 лет ± 1 %). Эти данные базируются на радиометрической датировке возраста метеоритных образцов (хондритов), образовавшихся до начала формирования планет, и соответствуют возрасту старейших земных и лунных образцов.
После научной революции и развития методов радиометрической датировки возраста оказалось, что многие образцы минералов имеют возраст более миллиарда лет. Старейшие из найденных на данный момент — мелкие кристаллы циркона из Джек Хилз в Западной Австралии — их возраст — не менее 4404 миллионов лет. На основе сравнения массы и светимости Солнца и других звёзд был сделан вывод, что Солнечная система не может быть намного старше этих кристаллов. Конкреции, богатые кальцием и алюминием, встречающиеся в метеоритах — самые старые известные образцы, которые сформировались в пределах Солнечной системы: их возраст — 4567 миллионов лет, что даёт возможность установить возраст Солнечной системы и верхнюю границу возраста Земли. Существует гипотеза, что формирование Земли началось вскоре после образования кальций-алюминиевых конкреций и метеоритов. Поскольку точное время образования Земли неизвестно и различные модели дают расхождение от нескольких миллионов до 100 миллионов лет, точный возраст планеты трудно определить. Кроме того, трудно определить абсолютно точный возраст старейших пород, выходящих на поверхность Земли, поскольку они составлены из минералов разного возраста.

## История жизни на Земле
История жизни на Земле началась с момента появления первого живого существа — 3,7 миллиарда лет назад — и продолжается по сей день. Сходство между всеми организмами указывают на наличие общего предка, от которого произошли все другие живые существа.
Цианобактериальные маты и археи были доминирующей формой жизни в начале архейского эона и явились огромным эволюционным шагом того времени. Кислородный фотосинтез, появившийся около 2500 миллионов лет назад, в конечном итоге привёл к оксигенации атмосферы, которая началась примерно 2400 млн лет назад. Самые ранние свидетельства эукариот датируются 1850 млн лет назад, хотя, возможно, они появились ранее — диверсификация эукариот ускорилась, когда они начали использовать кислород в метаболизме. Позже, около 1700 млн лет назад, стали появляться многоклеточные организмы с дифференцированными клетками для выполнения специализированных функций.
Примерно 1200 млн лет назад появляются первые водоросли, а уже примерно 450 млн лет назад — первые высшие растения. Беспозвоночные животные появились в эдиакарском периоде, а позвоночные возникли около 525 миллионов лет назад во время кембрийского взрыва.
Во время пермского периода из крупных позвоночных преобладали синапсиды — возможные предки млекопитающих, но события пермского вымирания (251 млн лет назад) уничтожили 96 % всех морских видов и 70 % наземных видов позвоночных, в том числе и синапсидов. В периоде восстановления после этой катастрофы, архозавры стали наиболее распространёнными наземными позвоночными и вытеснили терапсид в середине триаса. В конце триаса архозавры дали начало динозаврам, которые доминировали в течение юрского и мелового периодов. Предки млекопитающих в то время представляли собой небольших насекомоядных животных. После мел-палеогенового вымирания 65 миллионов лет назад все динозавры вымерли, оставив после себя произошедшую от них эволюционную ветвь — птиц. После этого млекопитающие стали быстро увеличиваться в размерах и разнообразии, так как теперь им почти никто не составлял конкуренцию. Такие массовые вымирания, возможно, ускоряли эволюцию путём предоставления возможности новым группам организмов к диверсификации.
Ископаемые остатки показывают, что цветковые растения появились в раннем меловом периоде (130 миллионов лет назад) и, вероятно, помогли эволюционировать опыляющим насекомым. Социальные насекомые появились примерно в то же время, что и цветковые растения. Хотя они занимают лишь небольшую часть «родословной» насекомых, в настоящее время они составляют более половины их общего количества.
Люди являются одними из приматов, начавших ходить вертикально, около 6 млн лет назад. Хотя размер мозга их предков был сравним с размером мозга других гоминид, например, шимпанзе, он начал увеличиваться 3 млн лет назад.

## Катархей и архей
Первый эон в истории Земли, Катархей, начинается с формирования Земли и продолжается до архейского эона 3,8 млрд лет назад.:145 Древнейшие найденные на Земле породы датируются примерно 4,0 млрд лет, а самый старый обломочный кристалл циркона в скале около 4,4 млрд лет, вскоре после образования земной коры и самой Земли. Гипотеза гигантского столкновения для формирования Луны гласит, что вскоре после формирования начальной коры, прото-Земля столкнулась с меньшей протопланетой, в результате чего в космос была выброшена часть мантии и коры и создалась Луна.
Используя метод подсчёта кратеров на других небесных телах можно сделать вывод, что период интенсивного воздействия метеоритов, называемый поздней тяжёлой бомбардировкой, был около 4,1 млрд лет назад, и закончился около 3,8 млрд лет назад, в конце Катархея. Кроме того, был сильный вулканизм в связи с большим потоком тепла и геотермальным градиентом. Тем не менее, изучение обломочных кристаллов циркона возрастом 4,4 млрд лет показало, что они подверглись контакту с жидкой водой, и предполагается, что планета уже имела океаны и моря в то время.
К началу архея, Земля сильно охладилась. Большинство современных форм жизни не смогли бы выжить в первичной атмосфере, в которой не хватало кислорода и озонового слоя. Тем не менее считается, что изначальная жизнь стала развиваться в начале архея, с кандидатом в окаменелости датирующимся около 3,5 млрд лет. Некоторые учёные даже полагают, что жизнь могла начаться в начале Катархея, ещё 4,4 млрд лет назад, возможно сохранившись в поздний период тяжёлой бомбардировки в гидротермальных источниках под поверхностью Земли.

### Появление Луны
Относительно большой природный спутник Земли, Луна, больше по отношению к своей планете, чем любой другой спутник в Солнечной системе. Во время программы Apollo, с поверхности Луны были доставлены на Землю горные породы. Радиометрическая датировка этих пород показала, что Луне 4,53 ± 0,01 миллиарда лет, и возникла она по крайней мере через 30 миллионов лет после того, как Солнечная система была сформирована. Новые данные свидетельствуют о том, что Луна сформировалась ещё позже, 4,48 ± 0,02 млрд лет назад, или спустя 70-110 миллионов лет после возникновения солнечной системы.
Теории формирования Луны должны объяснить её позднее формирование, а также следующие факты. Во-первых, Луна имеет низкую плотность (в 3,3 раза больше, чем вода, по сравнению с 5,5 Земли) и небольшое металлическое ядро. Во-вторых, на Луне практически нет воды или других летучих веществ. В-третьих, Земля и Луна имеют одинаковые изотопные подписи кислорода (относительное содержание изотопов кислорода). Из теорий, которые были предложены для объяснения этих фактов, только одна получила широкое признание: гипотеза гигантского столкновения предполагает, что Луна появилась в результате того, что объект размером с Марс ударил по протоземле скользящим ударом.:256
В результате столкновения этого объекта, который иногда называют Тейя, с Землёй было выделено примерно в 100 млн раз больше энергии, чем в результате воздействия, которое вызвало вымирание динозавров. Этого было достаточно для испарения некоторых внешних слоев Земли и расплавления обоих тел.:256 Часть мантии была выброшена на орбиту вокруг Земли. Эта гипотеза предсказывает, почему Луна была обделена металлическим материалом, и объясняет её необычный состав. Вещество, выброшенное на орбиту вокруг Земли, могло сконденсироваться в единое тело в течение нескольких недель. Под влиянием собственной тяжести выброшенный материал принял сферическую форму, и образовалась Луна.

### Первые континенты
Конвекция в мантии, процесс, который управляет тектоникой плит сегодня, является результатом теплового потока из недр Земли к её поверхности.:2 Она включает в себя создание твёрдых тектонических плит в срединно-океанических хребтах. Эти плиты разрушаются субдукцией в мантии в зонах субдукции. В начале архея (около 3,0 млрд лет) в мантии было намного жарче, чем сегодня, вероятно, около 1600 °C,:82 то есть конвекция в мантии происходила быстрее. Поэтому процесс, сходный с современной тектоникой плит, также должен был происходить быстрее. Вполне вероятно, что во время катархея и архея, зон субдукции было больше, и поэтому тектонические плиты были меньше.:258
Первоначальная кора, образовавшаяся на поверхности Земли c первым затвердеванием, полностью исчезла из-за этой быстрой тектоники плит в Катархее и интенсивного воздействия поздней тяжёлой бомбардировки. Тем не менее, считается, что она имела базальтовый состав, как и океаническая кора сегодня, потому что дифференциация коры ещё не произошла.:258 Первые большие участки континентальной коры, которые являются продуктом дифференциации лёгких элементов в результате частичного плавления в нижней коре, появились в конце Катархея, около 4,0 млрд лет назад. То что осталось от этих первых небольших континентов называют кратонами. Эти части коры позднего катархея и раннего архея формируют ядра, вокруг которых сегодня выросли континенты.
Наиболее древние породы на Земле находятся в Северо-американском кратоне в Канаде. Это тоналиты возрастом около 4,0 млрд лет. Они имеют следы воздействия высоких температур, а также осадочные зерна, которые были округлены эрозией во время перемещения по воде, что является свидетельством существования рек и морей в то время. Кратоны состоят в основном из двух чередующихся типов террейнов. Первые так называемые зеленокаменные пояса, состоят из низкосортных метаморфизованных осадочных пород. Эти «зелёные камни» похожи на отложения, которые сегодня можно найти в океанических впадинах выше зоны субдукции. По этой причине зелёные камни иногда рассматриваются как свидетельства субдукции в архее. Второй тип представляет собой комплекс из кислых магматических пород. Эти породы в основном типа тоналит, трондьемит или гранодиорит, близкие по составу к граниту (отсюда таких террейнов называют TTG-террейнами). TTG-комплексы рассматриваются как реликты первой континентальной коры, образованные в результате частичного расплавления в базальтах.:Chapter 5

### Атмосфера и океаны
См. также: Происхождение воды на Земле
Часто говорят, что Земля имела три атмосферы. Первая атмосфера, захваченная из солнечной туманности, состояла из лёгких (атмофильных) элементов солнечной туманности, в основном водорода и гелия. Сочетание солнечного ветра и тепла земли привели к потере атмосферы, в результате чего в атмосфере в настоящее время содержит относительно меньше этих элементов по сравнению с космическими пространством. Вторая атмосфера сформировалась в результате столкновения и последующей вулканической деятельности. В этой атмосфере было много парниковых газов, но мало кислорода:256. Наконец, третья атмосфера, богатая кислородом, возникла, когда бактерии начали производить кислород около 2,8 млрд лет назад:83–84,116–117.
В ранних моделях формирования атмосферы и океана, вторая атмосфера была сформирована в результате дегазации летучих веществ из недр Земли. В настоящее время считается более вероятным, что многие из летучих веществ появились во время аккреции в результате процесса, известного как дегазация при столкновении, в котором сталкивающиеся тела испаряются при ударе. Поэтому океан и атмосфера начали формироваться как только Земля сформировалась. Новая атмосфера, вероятно, содержала водяной пар, углекислый газ, азот и небольшие количества других газов.
Планетезималь на расстоянии 1 астрономической единицы (а. е.), расстояние Земли от Солнца, возможно, не способствует существованию воды на Земле, потому что солнечная туманность была слишком горяча для льда, а гидратация пород в водяной пар займёт слишком много времени. Вода должна быть доставлена метеоритами из внешнего пояса астероидов и некоторыми крупными зародышами планет, находившихся на расстоянии более 2,5 а. е. Кометы также могли внести свой вклад. Хотя большинство комет сегодня находятся на орбитах дальше от Солнца, чем Нептун, компьютерное моделирование показывает, что они изначально были гораздо более распространённым явлением во внутренней части солнечной системы:130-132.
С охлаждением планеты образовались облака. Дождь создал океаны. Последние данные свидетельствуют, что океаны, возможно, начали формироваться ещё 4,4 млрд лет назад. К началу архея они уже покрыли Землю. Столь раннее образование было трудно объяснить из-за проблемы, известной как парадокс слабого молодого Солнца. Звёзды становятся более яркими, когда стареют, и во время формирования Земли Солнце излучало только 70 % его нынешней энергии. Многие модели предсказывают, что Земля была бы покрыта льдом. Вероятно, решением является то, что в атмосфере было достаточно углекислого газа и метана для создания парникового эффекта. Вулканы производили углекислый газ, а ранние микробы — метан. Другой парниковый газ, аммиак, выбрасывался вулканами, но быстро разрушался под воздействием ультрафиолетового излучения:83.

### Происхождение жизни
Одна из причин интереса к ранним атмосфере и океану в том, что они формируют условия возникновения жизни. Есть много моделей, но мало согласия в том, как из неживых химических веществ возникла жизнь. Химические системы, которые были созданы в лабораториях, всё ещё отстают от минимальной сложности для живого организма.
Первым шагом к появлению жизни, возможно, были химические реакции, создающие многие простые органические соединения, включая нуклеиновые и аминокислоты, которые являются строительными блоками жизни. Эксперимент Стэнли Миллера и Гарольда Юри в 1953 году показал, что такие молекулы могут образовываться в атмосфере, насыщенной водой, метаном, аммиаком и водородом при помощи электрической искры, имитирующей эффект молнии. Несмотря на то, что состав атмосферы Земли, вероятно, отличался от состава, использовавшегося Миллером и Юри, в последующих экспериментах с более реалистичным составом также удалось синтезировать органические молекулы. Недавно компьютерное моделирование показало, что органические молекулы могли образоваться в протопланетном диске до образования Земли.
Следующий этап в происхождении жизни может быть решён по меньшей мере одной из трёх возможных отправных точек: самовоспроизведение — способность организма производить потомство очень похожее на себя; обмен веществ — способность питаться и восстанавливать себя; и клеточные мембраны — позволяющие потреблять пищу и выводить отходы, но исключающее попадание нежелательных веществ.

#### Сначала воспроизведение: РНК-мир
Даже самые простые члены трёх современных доменов жизни используют ДНК, чтобы записать свои «рецепты» в генетическую память и сложный комплекс РНК и белковых молекул, чтобы «читать» эти инструкции и использовать их для роста, поддержания и самовоспроизведения.
Открытие того, что некоторые типы молекулы РНК, называющиеся рибозимами, могут катализировать как самовоспроизведение, так и строительство белков, привело к гипотезе, что ранние формы жизни были основаны исключительно на РНК. Они могли образовать мир РНК, в котором были особи, а не виды, а мутации и горизонтальные переносы генов означали бы, что потомство в каждом поколении, весьма вероятно, имело геномы, отличные от тех, которые были у их родителей. РНК позже была заменена на ДНК, которая является более стабильной и, следовательно, можно построить более длинные геномы, расширяя спектр возможностей, которые может иметь единый организм. Рибозимы остаются основными компонентами рибосомов, «фабрики белка» современной клетки.
Несмотря на то, что короткие самовоспроизводящиеся молекулы РНК были искусственно получены в лаборатории, возникли сомнения о том, что небиологический синтез РНК возможен в природе. Первые рибозимы могли быть образованы из простейших нуклеиновых кислот, таких как ПНК, ТНК и ГНК, которые были бы позже заменены на РНК. Также были предложены другие до-РНК репликаторы, в том числе кристаллы:150 и даже квантовые системы.
В 2003 году было предположено, что пористый преципитат сульфидов металлов будет способствовать синтезу РНК при температуре около 100 °C и давлении как на океаническом дне вблизи гидротермальных источников. В этой гипотезе липидные мембраны появятся последними из основных компонентов клетки, а до того времени протоклетки будут ограничиваться использованием пор.

#### Сначала метаболизм: железо-серный мир
Другая давняя гипотеза заключается в том, что первая жизнь состоит из белковых молекул. Аминокислоты, строительные блоки белков, легко синтезируются в правдоподобных пребиотических условиях, как и малые пептиды (полимеры аминокислот), которые производят хорошие катализаторы.:295–297 Серии экспериментов, проведённые, начиная с 1997 года, показали, что аминокислоты и пептиды могут образовываться в присутствии окиси углерода и сероводорода с сульфидом железа и сульфидом никеля в качестве катализаторов. Большинство из шагов для их создания требует температуру около 100 °C и умеренное давление, хотя один этап требует 250 °C и давление, эквивалентное тому, что существует на глубине 7 км под землёй. Поэтому самоподдерживающийся синтез белков мог произойти возле гидротермальных источников.
Трудность с метаболизмом в качестве первого шага заключается в том, чтобы найти способ, с помощью которого организмы могут развиваться. Не имея возможности самовоспроизведения, скопления молекул должны иметь «композиционные геномы» (счётчики молекулярных видов в скоплениях) в качестве цели естественного отбора. Тем не менее, последние модели показывают, что такая система не может развиваться в ответ на естественный отбор.

#### Сначала мембраны: липидный мир
Было высказано предположение, что, возможно, первым важным шагом были «пузыри» липидов с двойными стенками, подобные тем, которые формируют внешние мембраны клеток. Эксперименты, которые моделировали условия ранней Земли, продемонстрировали формирование липидов, и то, что они могут самопроизвольно образовывать самовоспроизводящиеся «пузыри» липосом с двойными стенками. Хотя они принципиально не являются информационным носителями, такими как нуклеиновые кислоты, они могут подпадать под действие естественного отбора на протяжении их жизни и размножения. В дальнейшем внутри липосом могут более легко сформироваться нуклеиновые кислоты, такие как РНК, чем если бы они были снаружи.

#### Теория глины
Некоторые глины, в частности монтмориллонит, обладают свойствами, которые делают их правдоподобными ускорителями для возникновения мира РНК: они растут в результате самовоспроизведения их кристаллической структуры и подчиняются аналогу естественного отбора (как глина «порода», которая растёт быстрее в определённой среде и быстро становится доминирующей), а также могут катализировать образование молекул РНК. Хотя эта идея не обрела научного консенсуса, она всё ещё имеет активных сторонников:150–158.
Исследования в 2003 году показали, что монтмориллонит также может ускорить преобразования жирных кислот в «пузыри», и то, что пузыри могут инкапсулировать РНК, добавленные к глине. Поглощая дополнительные липиды, пузыри могут расти и делиться. Подобные процессы, возможно, помогали в формировании первых клеток.
Похожая гипотеза представляет самовоспроизводящиеся богатые железом глины как предшественники нуклеотидов, липидов и аминокислот.

#### Последний общий предок
Считается, что из множества различных протоклеток выжила только одна линия. Имеющиеся данные показывают, что филогенетический последний универсальный общий предок (LUCA) жил в начале архейского эона, возможно, 3,5 млрд лет назад или раньше. Эта LUCA-клетка является предком всех современных живых существ на Земле. Это был, вероятно, прокариот, обладавший клеточной мембраной и, вероятно, рибосомами, но без ядра или мембранной органеллы, такой как митохондрии или хлоропласты. Как и все современные клетки, он использовал ДНК в качестве генетического кода, РНК для передачи информации и синтез белков и ферментов для катализа реакций. Некоторые учёные считают, что вместо одного организма, который являлся последним универсальным общим предком, были популяции организмов, обменивавшихся генами, используя горизонтальный перенос генов.

## Протерозой
Протерозой продолжался с 2,5 млрд до 542 млн лет назад.:130 В этот промежуток времени кратоны выросли до материков современных размеров. Важнейшим изменением стало появление богатой кислородом атмосферы. Жизнь совершила путь от прокариот в эукариоты и многоклеточные формы. Согласно одной из распространённых гипотез, в протерозое произошли несколько сильных оледенений, называемых Земля-снежок. После последней Земли-снежка около 600 млн лет эволюция жизни на Земле ускоряется. Около 580 млн лет назад (эдиакарская биота) формируются условия для кембрийского взрыва.

### Кислородная революция
Первые клетки поглощали энергию и продукты питания из окружающей среды вокруг них. Они использовали брожение, распад более сложных соединений в менее сложные с меньшей энергией, и использовали освобождённую энергию для роста и размножения. Брожение может происходить только в анаэробной (бескислородной) среде. Появление фотосинтеза позволило клеткам производить свои собственные продукты питания.:377
Большая часть жизни, которые покрывает поверхность Земли, зависит прямо или косвенно от фотосинтеза. Наиболее распространённая форма, кислородный фотосинтез, превращает углекислый газ, воду и солнечный свет в пищу. Этот процесс преобразует энергию солнечного света в богатые энергией молекулы, такие как АТФ, которые затем обеспечивают энергию, чтобы производить сахар. Для доставки электронов в оборот водород извлекается из воды, отбрасывая кислород в качестве побочного продукта. Некоторые организмы, в том числе пурпурные бактерии и зелёные серные бактерии, используют форму бескислородного фотосинтеза. Вместо водорода эти организмы извлекают из воды доноры электронов, такие как сероводород, сера и железо. Такие организмы в основном ограничиваются жизнью в экстремальных условиях, в таких как горячие и гидротермальные источники.:379–382
Простейшие бескислородные формы появились около 3,8 млрд лет назад, вскоре после появления жизни. Время появления кислородного фотосинтеза является более спорным, он, безусловно, появился около 2,4 млрд лет назад, но некоторые исследователи отодвигают время его появления до 3,2 млрд лет. Позже «глобальная производительность, вероятно, повысилась по крайней мере на два или три порядка.» Самыми старыми остатками форм жизни, производивших кислород, являются ископаемые строматолиты.
Сначала освобождённый кислород связывался известняками, железом и другими минералами. Окисленное железо выглядит как красный слой в геологических пластах и называется железистыми формациями. Эти слои образуются в изобилии в течение сидерийского периода (между 2500 и 2300 млн лет назад). Когда большая часть свободных минералов окислилась, кислород, наконец, начинает накапливаться в атмосфере. Хотя каждая клетка производит только незначительное количество кислорода, объединённый метаболизм во многих клетках в течение длительного времени преобразует атмосферу Земли в её современное состояние. Это была третья земная атмосфера.:50–51:83–84,116–117
Под воздействием ультрафиолетового излучения некоторое количество кислорода преобразуется в озон, который собирается в слой вблизи верхней части атмосферы. Озоновый слой поглощает значительную часть ультрафиолетового излучения, который когда-то свободно проходил через атмосферу. Это позволило клеткам колонизировать поверхности океана и, в конце концов, землю. Без озонового слоя ультрафиолетовое излучение бомбардировало бы сушу и море и вызывало бы неустойчивый уровень мутаций в клетках.:219–220
Фотосинтез вызвал ещё один важный эффект. Кислород был токсичен, и многие формы жизни на Земле, вероятно, вымерли, когда уровень кислорода резко вырос в так называемой кислородной катастрофе. Устойчивые формы выжили и процветают, а некоторые развили способность использовать кислород, усилив свой метаболизм и получая больше энергии из того же объёма пищи.

### Земля-снежок
В результате естественной эволюции Солнце давало всё больше света в архее и протерозое, светимость Солнца повышается на 6 % каждый миллиард лет.:165 В результате Земля стала получать больше тепла от Солнца в протерозое. Тем не менее, Земля не нагревается. Вместо этого геологические записи показывают, что в начале протерозоя Земля значительно охлаждается. Ледниковые отложения, найденные в Южной Африке, датируются 2,2 млрд лет, а данные палеомагнитных измерений указывают на их положение в районе экватора. Таким образом, оледенение, известное как Гуронское оледенение, возможно, было глобальным. Некоторые учёные предполагают, что это и последующие протерозойские ледниковые периоды были настолько серьёзными, что планета была полностью заморожена от полюсов до экватора. Эта гипотеза называется Земля-снежок.
Ледниковый период около 2,3 млрд лет назад мог быть вызван увеличением концентрации кислорода в атмосфере, что привело к уменьшению метана (CH4) в атмосфере. Метан является сильным парниковым газом, но с кислородом реагирует с образованием CO2, менее эффективным парниковым газом.:172 Когда свободный кислород появился в атмосфере, концентрация метана могла резко снизиться, чего стало достаточно для борьбы с эффектом увеличения теплового потока от Солнца.

### Возникновение эукариот
Современная систематика классифицирует жизнь тремя доменами. Время возникновения этих доменов является неопределённым. Бактерии, вероятно, первые отделились от других форм жизни (иногда называемых Neomura), но это предположение является спорным. Вскоре после этого, 2 млрд лет назад, произошло разделение Neomura на археи и эукариоты. Эукариотические клетки (эукариоты) больше и сложнее прокариотических клеток (бактерий и архей), и происхождение этой сложности только сейчас становится известно.
Примерно в это же время появилась первая прото-митохондрия. Бактериальная клетка, родственная современной Риккетсии, которая в результате эволюции приобрела возможность кислородного метаболизма, вошла в большую прокариотическую клетку, которой не хватало этой возможности. Возможно, большая клетка пыталась переварить меньшую, но не удалось (возможно, это связано с развитием защиты у жертвы). Меньшая клетка, возможно, пыталась паразитировать в большей. В любом случае, меньшая клетка выжила в большей. Используя кислород, она метаболизирует отходы большой клетки и производит больше энергии. Часть этой избыточной энергии возвращается хозяину. Меньшая клетка размножается внутри большой. Вскоре развился устойчивый симбиоз между большой и малой клеткой в ней. Со временем клетка-хозяин приобрела некоторые из генов меньшей клетки, и эти два вида стали зависимыми друг от друга: большая клетка не может существовать без энергии, произведённой малой, а та, в свою очередь, не может выжить без материалов, предоставляемых большой клеткой. Вся клетка в настоящее время считается единым организмом, а малые клетки классифицируются как органеллы и называются митохондриями.
Аналогичный случай произошёл, когда фотосинтезирующая цианобактерия внедрилась в крупную гетеротрофную клетку и стала хлоропластом.:60–61:536–539 Вероятно, в результате этих изменений, линия клеток, способных к фотосинтезу отделилась от других эукариот более 1 млрд лет назад. Вероятно было несколько таких событий включений. Кроме этих, устоявшихся эндосимбиотических теорий клеточного происхождения митохондрии и хлоропласта, есть теории, что клетки внедрились в пероксисомы, спирохеты в реснички и жгутиковые, и что, возможно, ДНК-вирусы внедрились в клеточное ядро,, хотя ни одна из них не получила широкого признания.
Археи, бактерии и эукариоты продолжают увеличивать своё разнообразие и становятся все более сложными и лучше приспособленными к окружающей среде. Каждый домен неоднократно разбит на несколько линий, однако мало что известно об истории архей и бактерий. Около 1,1 млрд лет назад сформировался суперконтинент Родиния. Линии растений, животных и грибов распались, хотя они ещё существовали как одиночные клетки. Некоторые из них жили в колониях, и постепенно начало происходить разделение труда, например, периферийные клетки начали выполнять роли отличные от тех, которые выполняли внутренние клетки. Хотя разница между колонией со специализированными клетками и многоклеточным организмом не всегда ясна, около 1 млрд лет назад появились первые многоклеточные растения, вероятно, зелёные водоросли. Возможно, около 900 млн лет назад:488 появились первые многоклеточные животные.
Сначала они, вероятно, напоминали современных губок, которые имеют тотипотентные клетки, которые позволяют при разрушении организма собрать себя.:483-487 Когда разделение труда во всех линиях многоклеточных организмов было завершено, клетки стали более специализированными и более зависимыми друг от друга, изолированная клетка погибает.

### Суперконтиненты в протерозое
После того как примерно в 1960 году была создана теория тектоники плит, геологи начали реконструировать движения и положения континентов в прошлом. Это оказалось довольно легко сделать до периода 250 миллионов лет назад, когда все континенты были объединены в суперконтинент Пангея. При реконструкции более ранних эпох нет возможности рассчитывать на очевидное сходство береговых линий или возраст океанической коры, но только на геологические наблюдения и палеомагнитные данные.:95
На протяжении всей истории Земли были периоды, когда континентальные массы собирались вместе, чтобы сформировать суперконтинент. После чего суперконтинент распадался и новые континенты расходились. Это повторение тектонических событий называется циклом Уилсона. Чем дальше назад во времени, тем труднее интерпретировать полученные данные. По крайней мере ясно, что примерно 1000—830 млн лет назад большинство континентальных масс были объединены в суперконтинент Родиния. Родиния не первый суперконтинент. Он сформировался ~1,0 млрд лет назад за счёт аккреции и столкновения осколков от распада более старого суперконтинента, который называется Нуна или Колумбия, и который сформировался 2.0-1.8 млрд лет назад. Это означает, что процесс тектоники плит, аналогичный сегодняшнему, вероятно был активен и в протерозое.
После распада Родиния около 800 млн лет назад, возможно, материки вновь объединились около 550 млн лет назад. Гипотетический суперконтинент иногда называют Паннотия или Вендия. Доказательством этого является фаза столкновения континентов, известная как пан-африканское горообразование, которая объединила континентальные массы современных Африки, Южной Америки, Антарктиды и Австралии. Весьма вероятно, однако, что агрегация континентальных масс не была завершена, так как континент, называемый Лаврентия (грубо говоря, современная Северная Америка) уже начал распадаться около 610 млн лет назад. По крайней мере, есть уверенность, что к концу протерозоя, основные континентальные массы были расположены вокруг южного полюса.

### Климат и жизнь позднего протерозоя
В конце протерозоя было по крайней мере два периода глобального оледенения Земли, настолько серьёзных, что поверхность океана, возможно, была полностью заморожена. Это произошло около 710 и 640 млн лет назад, в Криогение. Эти суровые оледенения труднее объяснить, чем Землю-Снежок раннего протерозоя. Большинство палеоклиматологов считают, что холодные периоды были связаны с образованием суперконтинента Родиния. Так как Родиния была расположена на экваторе, скорость химического выветривания увеличивается и диоксид углерода (CO2) был изъят из атмосферы. Из-за того, что CO2 является важным парниковым газом, климат охлаждается во всем мире. Таким же образом, в течение Земли-снежка большая часть континентальной поверхности была покрыта вечной мерзлотой, которая снова снизила химическое выветривание, что привело к концу оледенения. Альтернативная гипотеза заключается в том, что достаточно углекислого газа было выброшено в результате вулканической деятельности, что привело к парниковому эффекту и повышению глобальной температуры. Примерно в то же время произошло увеличение вулканической активности в результате распада Родинии.
За Криогением последовал эдиакарский период, который характеризуется быстрым развитием новых многоклеточных форм жизни. Есть ли связь между концом глобальных ледниковых периодов и увеличением разнообразия жизни не ясно, но это совпадение не кажется случайным. Новые формы жизни, называемые эдиакарской биотой, были больше и разнообразнее, чем когда-либо. Несмотря на то, что систематика большинства форм жизни эдиакарской биоты неясна, некоторые из них были предками современных видов. Важным событием стало появление мышечных и нервных клеток. Ни одна из эдиакарских окаменелостей не имела твердых частей тела, таких как скелеты. Впервые они появились на границе между протерозоем и фанерозоем или эдиакарского и кембрийского периодов.

#### Эдиакарская биота
Эдиакарская биота или вендская биота — фауна ископаемых организмов, населявших Землю в эдиакарском периоде (около 635—542 млн лет назад).
Все они обитали в море. Большинство из них резко отличаются от всех других ныне известных живых существ и представляют собой загадочные, мягкотелые, в основном сидячие организмы, имеющие трубчатую (и обычно ветвящуюся) структуру. По своей форме они подразделяются на радиально-симметричные (дискообразные, мешкообразные) и двусторонне-симметричные со сдвигом (похожие на матрасы, ветви деревьев, перья). Для подобных существ предложен собирательный термин «Вендобионты»; но их систематическое положение остаётся неясным. По мнению многих палеонтологов, они являются многоклеточными животными, но относящимися к типам, полностью вымершим и не оставившим потомков. В этом случае они входят в число древнейших найденных многоклеточных существ (см. также кембрийский взрыв).
С другой стороны, некоторые из позднейших представителей эдиакарской биоты (Kimberella, Cloudina) не похожи на остальных и, вероятно, являются примитивными моллюсками и полихетами. Однако степень их родства с вендобионтами неизвестна.
Все представители эдиакарской биоты выглядят гораздо более примитивными по сравнению с животными следующего, кембрийского периода; но попытки найти среди них предков большинства типов кембрийских животных (членистоногих, позвоночных, кишечнополостных и др.) до сих пор не увенчались успехом.
Представители эдиакарской биоты появились вскоре после таяния обширных ледников в конце криогения, но стали распространёнными лишь позже, около 580 миллионов лет назад. Вымерли они почти одновременно с началом кембрийского взрыва, животные которого, видимо, и вытеснили эдиакарскую биоту. Впрочем, изредка ископаемые, напоминающие эдиакарские, обнаруживаются ещё вплоть до середины кембрия (510—500 млн лет назад) — но это, в лучшем случае, лишь реликтовые остатки когда-то процветавших экосистем.

## Фанерозой
Фанерозой является основным периодом существования жизни на Земле. Он состоит из трёх эпох: палеозоя, мезозоя и кайнозоя. Это время, когда многоклеточные формы жизни значительно диверсифицировались в почти все организмы, известные сегодня.

### Палеозой
Палеозойская эра (что означает: эпоха старых форм жизни) была первой и самой длинной эрой фанерозоя, длившейся с 542 до 251 млн лет. Во время палеозоя появились многие современные группы живых существ. Жизнь колонизировала землю, сначала растения, затем животные. Жизнь обычно развивалась медленно. Порой, однако, есть внезапное появление новых видов или массовые вымирания. Эти всплески эволюции часто вызванные неожиданными изменениями в окружающей среде в результате стихийных бедствий, таких как вулканическая деятельность, удары метеоритов или изменение климата.
Континенты, сформировавшиеся после распада континентов Паннотия и Родиния в конце протерозоя, снова медленно собираются вместе в течение палеозоя. Это в конечном итоге приведёт к фазам горообразования, и создаст суперконтинент Пангея в конце палеозоя.

### Кембрийский взрыв
В кембрийском периоде (542—488 млн лет) скорость эволюции жизни, зафиксированная в ископаемых останках, увеличилась. Внезапное появление множества новых видов, типов, форм в этот период называется кембрийским взрывом. Рост биологического разнообразия на протяжении Кембрийского взрыва был беспрецедентным и не наблюдался ни до, ни после того времени.:229 Принимая во внимание, что формы эдиакарской жизни были ещё достаточно примитивными и не так поддаются современной систематике, в конце кембрия все современные типы уже присутствовали. Развитие твердых частей тела, таких как раковины, скелеты или экзоскелеты у таких животных как моллюски, иглокожие, морские лилии и членистоногие (самой известной группой членистоногих из нижнего палеозоя являются трилобиты) сделало сохранение и фоссилизацию таких форм жизни легче, чем у их предков в протерозое. По этой причине известно гораздо больше о жизни после кембрия, чем о более старых периодах. Некоторые из этих кембрийских групп могут показаться сложным, и существенно отличаются от современной жизни, например Аномалокарис и Haikouichthys.
В кембрии появились первые позвоночные животные, включая первых рыб.:357 Существо, которое могло бы быть предком рыб, или, вероятно, тесно связанным с ним, была Пикайя. Она имела примитивную хорду, структуру, которая могла впоследствии стать позвоночником. Первые рыбы с челюстями (Челюстноротые) появились в ордовике. Колонизация новых ниш привела к увеличению размеров тел. Таким образом, в начале палеозоя появились крупные рыбы, такие как гигантская плакодерма Дунклеостей, которая могла вырасти до 7 метров в длину.
Разнообразие форм жизни не увеличилось ещё сильнее из-за серии массовых вымираний, которые определяются широко распространёнными биостратиграфическими единицами, называемые biomeres. После каждого случая вымирания, шельфовые районы были заселены похожими формами жизни, которые, возможно, в других местах развивались не так успешно. К концу кембрия трилобиты достигли наибольшего разнообразия и доминировали почти во всех ископаемых комплексах.:34 Граница между кембрием и ордовиком (следующий период, 488—444 млн лет назад) не связана с известными крупными вымираниями.:3

#### Палеозойская тектоника, палеогеография и климат
В конце протерозоя суперконтинент Паннотия раскололся на несколько более мелких континентов Лавренция, Балтика, Сибирь и Гондвана. В период, когда континенты раздвигаются, в результате вулканической активности образуется больше океанической коры. Из-за того, что молодая вулканическая кора относительно горячая и менее плотная, чем старая океаническая кора, в такие периоды дно океанов поднимется. Это вызывает повышение уровня моря. Таким образом, в первой половине палеозоя большие площади континентов были ниже уровня моря.
Климат раннего палеозоя был теплее современного, но в конце ордовика произошёл короткий ледниковый период в течение которого южный полюс, где находился огромный континент Гондвана, был покрыт ледниками. Следы оледенения в этот период можно найти только на остатках Гондваны. Во время ледникового периода в позднем ордовике произошло несколько массовых вымираний, в результате которых многие брахиоподы, трилобиты, мшанки и кораллы исчезли. Эти морские виды, вероятно, не могли бороться с понижением температуры морской воды. После их исчезновения появились более разнообразные и лучше приспособленные новые виды. Они заполняли ниши, оставленные вымершими видами.
Между 450 и 400 млн лет назад, во время каледонского горообразования, континенты Лавренция и Балтика столкнулись, сформировав Лавразию (также известную как Евроамерика). Следы горных поясов, которые возникли в результате этого столкновения, могут быть найдены в Скандинавии, Шотландии и на севере Аппалачи. В девонский период (416—359 млн лет) Гондвана и Сибирь начали двигаться в сторону Лавразии. Столкновение Сибири и Лавразии привело к образованию уральских гор, столкновения Гондваны с Лавразией называется варисской или герцинской складчатостью в Европе и аллеганским орогенезом в Северной Америке. Последний этап проходил в каменноугольном периоде (359—299 млн лет) и привёл к формированию последнего суперконтинента Пангеи.

#### Освоение суши
Накопление кислорода в результате фотосинтеза привело к образованию озонового слоя, который поглощал большую часть ультрафиолетового излучения Солнца. Таким образом, у одноклеточных организмов, которые вышли на сушу, было меньше шансов умереть, и прокариоты начали размножаться и лучше приспособились к выживанию вне воды. Прокариоты, вероятно, заселили сушу уже 2,6 млрд лет назад ещё до появления эукариот. В течение долгого времени многоклеточные организмы отсутствовали на суше. Около 600 млн лет назад формируется суперконтинент Паннотия, а затем, спустя 50 миллионов лет, распадается. Рыбы, самые ранние позвоночные, появились в океанах около 530 млн лет назад.:354 Основные кембрий-ордовикские растения (вероятно, напоминающие водоросли) и грибы начали расти в прибрежных водах, а затем вышли на сушу.:138–140 Самые древние ископаемые остатки грибов и растений на суше датируются 480—460 млн лет назад, хотя молекулярные данные свидетельствуют о том, что грибы, возможно, колонизировали сушу ещё 1 млрд лет, а растения 700 млн лет назад. Первоначально они жили вблизи кромки воды. Затем, мутации и изменения привели к дальнейшей колонизации этой новой окружающей среды. Точно не известно, когда первые животные покинули океан: самые старые, точно доказанные, членистоногие появились на суше около 450 млн лет назад, возможно, все более распространяясь и приспосабливаясь, благодаря огромным источникам продовольствия, предоставленных наземными растениями. Существует также неподтверждённые свидетельства того, что членистоногие, возможно, появились на суше уже 530 млн лет назад.

#### Эволюция четвероногих
В конце ордовикского периода, 443 млн лет назад, произошли новые случаи вымирания, возможно, связанные с ледниковыми периодами. Около 380—375 млн лет назад эволюция рыб привела к появлению первых четвероногих. Предполагается, что плавники превратилась в конечности, что позволило первым четвероногим поднять голову из воды, чтобы дышать воздухом. Это позволило им жить в бедной кислородом воде или преследовать мелкую добычу на мелководье. Позже они, возможно, стали выбираться на короткое время на землю. В конце концов некоторые из них настолько хорошо приспособились к жизни на суше, что стали проводить свою взрослую жизнь на земле, возвращаясь в воду, чтобы отложить яйца. Так появились земноводные. Около 365 млн лет назад, произошло ещё одно вымирание, предположительно в результате глобального похолодания. У растений появились семена, что значительно ускорило их распространения по суше в это время (около 360 млн лет назад).
Примерно 20 миллионов лет спустя (340 млн лет назад:293–296), появляются амниотические яйца, которые могут быть снесены на суше, давая эмбрионам четвероногих больше шансов для выживания. В результате произошло отделение амниот от земноводных. Ещё 30 миллионов лет спустя (310 млн лет назад:254–256) произошло разделение на синапсид (включая млекопитающих) и завропсид (включая птиц и рептилий). Другие группы организмов также продолжают развиваться, появились новые линии рыб, насекомых, бактерий и т. д., но об этом имеется меньше данных.

#### Массовое пермское вымирание
Массовое пермское вымирание — величайшее массовое вымирание всех времён — одно из пяти массовых вымираний, сформировало рубеж, разделяющий такие геологические периоды, как пермский и триасовый, и отделяет палеозой от мезозоя, примерно 251,4 млн лет назад. Является одной из крупнейших катастроф биосферы в истории Земли, привела к вымиранию 96 % всех морских видов и 70 % наземных видов позвоночных. Катастрофа стала единственным известным массовым вымиранием насекомых, в результате которого вымерло около 57 % родов и 83 % видов всего класса насекомых. Ввиду утраты такого количества и разнообразия биологических видов восстановление биосферы заняло намного более длительный период времени по сравнению с другими катастрофами, приводящими к вымираниям. Модели, по которым протекало вымирание, находятся в процессе обсуждения. Различные научные школы предполагают от одного до трёх толчков вымирания.

### Мезозой
Мезозой («средняя жизнь») продолжался с 251 млн до 65,5 млн лет. Он подразделяется на триасовый, юрский и меловой периоды. Эпоха началась с пермско-триасового вымирания, самого масштабного случая массового вымирания в палеонтологической летописи, 95 % видов на Земле вымерли, а закончилась тем, что произошло мел-палеогеновое вымирание, уничтожившее динозавров. Пермско-триасовое вымирание, возможно, было вызвано совокупностью извержения сибирских траппов, столкновения с астероидом, газификации гидрата метана, колебания уровня моря, резкого уменьшения содержания кислорода в океане. Жизнь сохранилась, и около 230 млн лет назад динозавры отделились от своих предков. Триасово-юрское вымирание 200 млн лет назад обошло динозавров, и вскоре они стали доминирующей группой среди позвоночных. И хотя в этот период появились первые млекопитающие, вероятно они были мелкими и примитивными животными, напоминающими землероек:169.
Примерно 180 млн лет назад Пангея распалась на Лавразию и Гондвану. Граница между птичьими и нептичьими динозаврами не ясна, тем не менее археоптерикс, который традиционно считается одной из первых птиц, жил около 150 млн лет назад. Самые ранние свидетельства появления цветковых (покрытосеменных) растений относятся к меловому периоду, около 20 миллионов лет спустя (132 млн лет назад). Конкуренция с птицами привела многих птерозавров к вымиранию, и динозавры, вероятно, были уже в состоянии упадка, когда 65 млн лет назад, 10-километровый астероид столкнулся с Землёй недалеко от полуострова Юкатан, где сейчас находится кратер Чиксулуб. В результате этого столкновения в атмосферу было выброшено огромное количество твердых частиц и газов, преградив доступ солнечному свету и препятствуя фотосинтезу. Большинство крупных животных, в том числе динозавры, вымерли, отмечая конец мелового периода и мезозойской эры.

#### Динозавры
Динозавры — надотряд наземных позвоночных животных, доминировавших на Земле в мезозойскую эру — в течение более 160 миллионов лет, начиная с позднего триасового периода (приблизительно 225 млн лет назад) до конца мелового периода (около 65 млн лет назад), когда большинство из них стали вымирать на стыке мелового и третичного периодов во время крупномасштабного исчезновения животных и многих разновидностей растений в относительно короткий геологический период истории. Ископаемые остатки динозавров обнаружены на всех континентах планеты. Ныне палеонтологами описано более 500 различных родов и более чем 1000 различных видов, которые чётко делятся на две группы — птицетазовых и ящеротазовых динозавров.

#### Триасовое вымирание
Триасово-юрское вымирание отмечает границу между триасовым и юрским периодами 199,6 миллионов лет назад и является одним из крупнейших вымираний мезозойской эры, глубоко затронувших жизнь на Земле и в океанах.

#### Мел-палеогеновое вымирание
Мел-палеогеновое вымирание — одно из пяти так называемых «великих массовых вымираний», на границе мелового и палеогенового периода, около 65 миллионов лет назад. Не существует единой точки зрения, было ли это вымирание постепенным или внезапным, что является в настоящее время предметом исследований.
Частью этого массового вымирания явилось вымирание динозавров. Вместе с динозаврами вымерли морские рептилии (мозазавры и плезиозавры) и летающие ящеры, многие моллюски, в том числе аммониты, белемниты и множество мелких водорослей. Всего погибло 16 % семейств морских животных (47 % родов морских животных) и 18 % семейств сухопутных позвоночных.
Однако большая часть растений и животных пережила этот период. Например, не вымерли сухопутные пресмыкающиеся, такие как змеи, черепахи, ящерицы и водные пресмыкающиеся, такие как крокодилы. Выжили ближайшие родственники аммонитов — наутилусы, а также птицы, млекопитающие, кораллы и наземные растения.
Предположительно некоторые динозавры (трицератопсы, тероподы и др.) существовали на западе Северной Америки и в Индии ещё несколько миллионов лет в начале палеогена, после их вымирания в других местах.

### Кайнозой
Кайнозойская эра началась в 65,6 млн лет назад и подразделяется на палеоген, неоген и четвертичный период. Млекопитающие и птицы смогли выжить во время мел-палеогенового вымирания, которое уничтожило динозавров и многие другие формы жизни, и это эпоха, в которой они развились в их современные виды.

#### Развитие млекопитающих
Млекопитающие существовали с позднего триаса, но до мел-палеогенового вымирания они оставались малыми и примитивными. В кайнозое разнообразие млекопитающих быстро увеличилось, чтобы заполнить ниши, оставленные динозаврами и другими вымершими животными. Они стали доминирующими позвоночными животными, появились многие современные виды. Из-за вымирания многих морских рептилий, некоторые млекопитающие начали жить в океанах, например китообразные и ластоногие. Другие стали кошачьими и псовыми, быстрыми и ловкими сухопутными хищниками. Засушливый глобальный климат в кайнозое привёл к расширению пастбищ и появлению копытных млекопитающих, таких как лошади и полорогие. Другие млекопитающие приспособились к жизни на деревьях и стали приматами, одна линия которых приведёт к современным людям.

#### Эволюция человека
Небольшая африканская обезьяна, жившая около 6 млн лет назад, была последним животным, потомки которой будут включать в себя как современных людей, так и их ближайших родственников, шимпанзе.:100–101 Только две ветви её семейного древа имеют выживших потомков. Вскоре после раскола, по причинам, которые до сих пор неясны, обезьяны из одной ветви развили способность ходить на задних конечностях.:95–99 Размер мозга быстро увеличился, и около 2 млн лет назад появились первые животные, отнесённые к роду Homo.:300 Конечно, грань между различными видами и даже родами несколько произвольна, так как организмы непрерывно изменяются на протяжении поколений. Примерно в то же время, другая ветвь раскололась на предков шимпанзе и предков бонобо, показывая, что эволюция продолжается одновременно во всех формах жизни.:100–101
Возможность контролировать огонь, вероятно, появилась у человека прямоходящего (или у человека работающего), по крайней мере 790 тыс. лет назад, но, возможно и 1,5 млн лет назад.:67 Открытие и использования контролируемого огня могло произойти даже до человека прямоходящего. Возможно, огонь начали использовать в начале верхнего палеолита (олдувайская культура) гоминиды Homo habilis, или даже австралопитеки, такие как Paranthropus.
Труднее установить происхождение языка, неясно, мог ли человек прямоходящий говорить, или же такая возможность отсутствовала до появления человека разумного.:67 С увеличением размера мозга, дети стали рождаться раньше, до того, как их головы станут слишком большими, чтобы пройти через таз. В результате они проявляют большую пластичность, и, следовательно, обладают повышенной способностью к обучению и им требуется более длительный период зависимости от родителей. Социальные навыки стали более сложными, язык стал более утончённым, орудия более продуманными. Это привело к дальнейшему сотрудничеству и интеллектуальному развитию.:7 Современные люди (Homo sapiens), как полагают, появились около 200 тыс. лет назад или раньше в Африке; самые старые ископаемые датируются примерно 160 тыс. лет.
Первые люди, показавшие признаки духовности, были неандертальцы (как правило, они классифицируется как отдельный вид, не имеющий выживших потомков). Они хоронили своих умерших, часто без признаков пищи или орудий.:17 Однако свидетельства более сложных убеждений, такие как наскальные рисунки ранних кроманьонцев (возможно имеющие магическое или религиозное значение):17–19 не появятся ранее 32 тысячелетия до н. э. Кроманьонцы также оставили каменные фигурки, такие как Венера Виллендорфская, также, вероятно, означающие религиозные убеждения.:17–19 11 000 лет назад человек разумный достиг южной оконечности Южной Америки, последний из необитаемых континентов (кроме Антарктиды, которая оставалась неоткрытой до 1820 года). Продолжает улучшаться использование инструментов и коммуникаций, межличностные отношения стали более сложными.

#### Цивилизация
На протяжении более чем 90 % своей истории люди жили в маленьких группах, как кочевые охотники и собиратели.:8 С усложнением языка, появилась возможность запоминать и передавать информацию с использованием нового средства: мема. Стало возможно быстро обмениваться идеями и передавать их из поколения в поколение. Культурная эволюция стремительно опережает биологическую эволюцию, начинается история человечества. Между 8500 и 7000 до н. э. люди, жившие на территории плодородного полумесяца на Ближнем Востоке, начали систематическое разведение растений и животных. Возникло сельское хозяйство. Оно распространилось на соседние регионы, или самостоятельно появлялось в других местах, пока большинство хомо сапиенс не начали вести оседлый образ жизни в постоянных крестьянских поселениях. Не все общества отказались от кочевого образа жизни, особенно в отдалённых районах земного шара, испытывавших недостаток культурных видов растений, в таких как Австралия. Однако, в тех цивилизациях, которые приняли сельское хозяйство, относительная стабильность и повышение производительности продуктов питания позволили населению увеличиваться.
Сельское хозяйство оказало большое влияние, люди начали влиять на окружающую среду как никогда раньше. Увеличение разделения труда и появление излишков пищи привело к возникновению священнического или правящего класса. Это привело к возникновению первой земной цивилизации в Шумере на Ближнем Востоке, между 4000 и 3000 лет до н. э.:15 Появились цивилизации в Древнем Египте, в долине реки Инд и в Китае. С изобретением письма стало возможно появление сложных обществ, хранилища рукописей и библиотеки служили для сохранения знаний и повышения обмена культурной информации. Людям больше не приходится тратить все своё время для борьбы за выживание, любопытство и просвещение вызвало стремлению к знаниям и мудрости.
Появились различные дисциплины, в том числе наука (в примитивной форме). Появляются новые цивилизации, торгующие друг с другом, и воюющие за территории и ресурсы. Вскоре образовались первые империи. Примерно в 500 году до н. э. существовали развитые цивилизации на Ближнем Востоке, в Иране, Индии, Китае и Греции, порой расширяясь, со временем приходя в упадок.:3 Основы западного мира в значительной степени определяются древней греко-римской культурой. Римская империя была обращена в христианство императором Константином в начале четвёртого века, а к концу пятого она пришла в упадок. Начиная с седьмого века началась христианизация Европы. В 1054 году н. э. Великий раскол между Римской католической и Восточной православной церквями привёл к появлению культурных различий между Западной и Восточной Европой.
В четырнадцатом веке началось Возрождение в Италии, с достижениями в области религии, искусства и науки.:317–319 В это время христианская церковь как политическая организация потеряла большую часть своей власти. Европейская цивилизация стала меняться в начале 1500-х годов, что привело к научной и промышленной революциям. Европа начала осуществлять политическое и культурное господство над человеческими обществами по всей планете, это время известно как эпоха колониализма (см. также эпоха Великих географических открытий).:295–299 В восемнадцатом веке культурное движение, известное как эпоха Просвещения, сформировало менталитет Европы и способствовало его секуляризации. С 1914 по 1918 и 1939 по 1945 годы, страны по всему миру были вовлечены в мировые войны. Создание после Первой мировой войны Лиги Наций стало первым шагом в создании международных институтов для разрешения споров мирным путём. После неудачной попытки предотвратить Вторую мировую войну, она была заменена Организацией Объединённых Наций. В 1992 году ряд европейских стран объединились в Европейский Союз. Улучшились транспорт и связь, экономика и политическая жизнь стран во всем мире становятся все более взаимосвязанными. Эта глобализация часто приводит как к конфликтам, так и к развитию сотрудничества.

#### Недавние события
Начиная с середины 1940-х годов и до сегодняшнего дня быстрыми темпами ускорился научно-технический прогресс человечества, освоение космоса и другие изменения. Экономическая глобализация, вызванная достижениями в области коммуникационных и транспортных технологий, повлияла на повседневную жизнь во многих частях мира. Основные трудности и проблемы, такие как болезни, войны, бедность, насильственный радикализм, а в последнее время — вызванное человечеством изменение климата, поднялись с ростом населения мира.
Перед человечеством встали глобальные проблемы, от решения которых зависит социальный прогресс человечества и сохранение цивилизации. К глобальным проблемам относятся: катастрофическое загрязнение окружающей среды, снижение биоразнообразия, исчерпание ресурсов, глобальное потепление, астероидная опасность и так далее.